# James Ingram
James Ingram (født 16. februar 1952, død 29. januar 2019) var en amerikansk sanger.

## Diskografi

### Studiealbum
| År                                                                            | Titel              | Hitliste nr. | Hitliste nr. | Hitliste nr. | Hitliste nr. | U.S. certifications | Pladeselskab       |
| År                                                                            | Titel              | US           | US R&B       | US Gospel    | UK           | U.S. certifications | Pladeselskab       |
| ----------------------------------------------------------------------------- | ------------------ | ------------ | ------------ | ------------ | ------------ | ------------------- | ------------------ |
| 1983                                                                          | It's Your Night    | 46           | 10           | —            | 25           | Gold                | Qwest/Warner Bros. |
| 1986                                                                          | Never Felt So Good | 123          | 37           | —            | 72           | —                   | Qwest/Warner Bros. |
| 1989                                                                          | It's Real          | 117          | 44           | —            | —            | —                   | Qwest/Warner Bros. |
| 1993                                                                          | Always You         | —            | 74           | —            | —            | —                   | Qwest/Warner Bros. |
| 2008                                                                          | Stand              | —            | 63           | 18           | —            | —                   | Intering           |
| "—" denotes the album failed to chart, was not released, or was not certified |                    |              |              |              |              |                     |                    |

### Opsamlingsalbum
| 1991                                                                          | Greatest Hits: The Power of Great Music | 168 | —  | Gold | Qwest/Warner Bros. |
| 1999                                                                          | Forever More (Love Songs, Hits & Duets) | 165 | 94 | —    | Private Music      |
| "—" denotes the album failed to chart, was not released, or was not certified |                                         |     |    |      |                    |

### Singler
| År                                                         | Titel | Hitliste nr. | Hitliste nr. | Hitliste nr. | Hitliste nr. | Album                                       |
| År                                                         | Titel | US           | US R&B       | US A/C       | UK           | Album                                       |
| ---------------------------------------------------------- | --- | ------------ | ------------ | ------------ | ------------ | ------------------------------------------- |
| 1981                                                       | "Just Once" (with Quincy Jones)                                                                               | 17           | 11           | 7            | —            | The Dude                                    |
| 1981                                                       | "One Hundred Ways" (with Quincy Jones)                                                                        | 14           | 10           | 5            | —            | The Dude                                    |
| 1982                                                       | "Baby, Come to Me" (with Patti Austin)                                                                        | 73           | 37           | —            | —            | Every Home Should Have One                  |
| 1982                                                       | "Baby, Come to Me" (with Patti Austin) (re-release)                                                           | 1            | 9            | 1            | 11           | Every Home Should Have One                  |
| 1983                                                       | "How Do You Keep the Music Playing?" (with Patti Austin)                                                      | 45           | 6            | 5            | —            | It's Your Night                             |
| 1983                                                       | "Party Animal"                                                                                                | 101          | 21           | —            | —            | It's Your Night                             |
| 1983                                                       | "Yah Mo B There" (with Michael McDonald)                                                                      | 19           | 5            | —            | 12           | It's Your Night                             |
| 1984                                                       | "There's No Easy Way"                                                                                         | 58           | 14           | 7            | —            | It's Your Night                             |
| 1984                                                       | "She Loves Me (The Best That I Can)"                                                                          | —            | 59           | 19           | —            | It's Your Night                             |
| 1984                                                       | "What About Me?" (with Kenny Rogers & Kim Carnes)                                                             | 15           | 57           | 1            | 92           | What About Me?                              |
| 1985                                                       | "It's Your Night"                                                                                             | —            | —            | —            | 25           | It's Your Night                             |
| 1985                                                       | "America (The Dream Goes On)" (with John Williams and the Boston Pops Orchestra)                              | —            | —            | —            | —            | Boston Pops: America, The Dream Goes On     |
| 1986                                                       | "Always" | —            | 27           | —            | —            | Never Felt So Good                          |
| 1986                                                       | "I Just Can't Let Go" (with David Pack & Michael McDonald)                                                    | —            | —            | 13           | —            | Anywhere You Go                             |
| 1986                                                       | "Never Felt So Good"                                                                                          | —            | 86           | —            | —            | Never Felt So Good                          |
| 1986                                                       | "Somewhere Out There" (with Linda Ronstadt)                                                                   | 2            | —            | 4            | 8            | An American Tail                            |
| 1987                                                       | "Better Way"                                                                                                  | —            | 66           | —            | —            | Beverly Hills Cop II                        |
| 1989                                                       | "It's Real"                                                                                                   | —            | 8            | —            | 83           | It's Real                                   |
| 1989                                                       | "I Wanna Come Back"                                                                                           | —            | 18           | —            | —            | It's Real                                   |
| 1989                                                       | "(You Make Me Feel Like) A Natural Man"                                                                       | —            | 30           | —            | —            | It's Real                                   |
| 1990                                                       | "The Secret Garden (Sweet Seduction Suite)" (with Quincy Jones feat. Al B. Sure!, El DeBarge and Barry White) | 31           | 1            | 26           | 67           | Back on the Block                           |
| 1990                                                       | "I Don't Have the Heart"                                                                                      | 1            | 53           | 2            | —            | It's Real                                   |
| 1990                                                       | "When Was the Last Time the Music Made You Cry"                                                               | —            | 81           | 29           | —            | It's Real                                   |
| 1991                                                       | "Where Did My Heart Go"                                                                                       | —            | —            | 23           | —            | City Slickers                               |
| 1991                                                       | "Get Ready"                                                                                                   | —            | 59           | —            | —            | The Greatest Hits: The Power of Great Music |
| 1993                                                       | "Someone Like You"                                                                                            | —            | —            | 34           | —            | Always You                                  |
| 1994                                                       | "The Day I Fall in Love" (with Dolly Parton)                                                                  | —            | —            | 36           | 64           | Beethoven's 2nd                             |
| 1994                                                       | "I Don't Want to Be Alone for Christmas (Unless I'm Alone with You)"                                          | —            | —            | —            | —            | A Very Merry Chipmunk                       |
| 1995                                                       | "When You Love Someone" (with Anita Baker)                                                                    | 111          | 71           | 39           | —            | Forget Paris                                |
| 1998                                                       | "Give Me Forever (I Do)" (with John Tesh)                                                                     | 66           | —            | 5            | —            | Pure Movies                                 |
| 1999                                                       | "Forever More (I'll Be the One)" (with John Tesh)                                                             | —            | —            | 12           | —            | One World                                   |
| "—" denotes the single failed to chart or was not released | |              |              |              |              |                                             |

### Anden medvirken
| År   | Sang                        | Album                                | Artist             |
| ---- | --------------------------- | ------------------------------------ | ------------------ |
| 1982 | "Mystery of Love"           | Donna Summer                         | Donna Summer       |
| 1985 | "We Are the World"          | We Are the World                     | USA for Africa     |
| 1992 | "One More Time"             | Sarafina! Original Soundtrack        |                    |
| 1994 | "Just Once" (live version)  | Grammy's Greatest Moments Volume III |                    |
| 1997 | "Wish You Were Here"        | If I Had My Way                      | Nancy Wilson       |
| 1997 | "Our Time Has Come"         | Cats Don't Dance                     | with Carnie Wilson |
| 1999 | "What U Give U Get Back"    | Eye II Eye                           | Scorpions          |
| 2000 | "What About Me?"            | Kenny Rogers & Friends               | Kenny Rogers       |
| 2001 | "One Gift"                  | In the Spirit: A Christmas Album     | Michael McDonald   |
| 2001 | "If You Really Need Me Now" | On the Way to Love                   | Patti Austin       |